# Andrena nebularia
Andrena nebularia är en biart som beskrevs av Warncke 1975. Andrena nebularia ingår i släktet sandbin, och familjen grävbin. Inga underarter finns listade i Catalogue of Life.